# Grupo del Wildhorn
El macizo de Wildhorn es un gran grupo montañoso en los Alpes occidentales de Berna. El macizo de Wildhorn está situado en suelo bernés y valesano entre el paso de Sanetsch en el oeste, el valle del alto Ródano en el sur, el paso de Rawil en el este y una línea entre Gsteig-Lenk en el norte. El paso elevado separa el macizo del macizo de Wildstrubel. La siguiente ciudad importante es Lenk en el Simmental.
El pico más alto y epónimo del macizo de Wildhorn es el Wildhorn (3248 m s.n.m.), otros picos son el Niesehorn (2780 m s.n.m.), Arpelistock (3035 m s.n.m.), Spitzhorn (2807 m s.n.m.), Schnidehorn (2937 m s.n.m.) y el Sex Rouge (2884 m s.n.m.). Se accede al grupo por los dos refugios del SAC, Wildhornhütte y Geltenhütte.